# Prunus urotaenia
Prunus urotaenia — вид квіткових рослин з родини трояндових (Rosaceae). Ареал охоплює такі країни: Колумбія, Перу, Венесуела.

## Середовище
Вид зустрічається у вологих лісових середовищах високогір'я (висота понад 1000 метрів над рівнем моря). Вид, ймовірно, запилюється комахами та розповсюджується високомобільними хребетними. Більшість субпопуляцій виду зустрічаються в середовищах існування, мало порушених діяльністю людини.